# Орашти (Калараш)
Орашти (рум. Orăști) насеље је у Румунији у округу Калараш у општини Фрумушани. Oпштина се налази на надморској висини од 55 m.

## Становништво
Према подацима из 2002. године у насељу је живело 274 становника, од којих су сви румунске националности.